# پاساو ۱۶۴۹۸
سیارک ۱۶۴۹۸ (به انگلیسی: 16498 Passau، نامگذاری:1990SX8) شانزده هزار و چهارصد و نود و هشتمین سیارک کشف شده‌است که در ۲۲ سپتامبر ۱۹۹۰ کشف شد.
قدر مطلق سیارک برابر ۳۲.۳ است.